# Louis Marc Antoine Robillard d’Argentelle
Louis Marc Antoine Robillard d'Argentelle (ur. 29 kwietnia 1777 w Pont-l’Évêque, zm. 13 grudnia 1828 w Paryżu) – francuski kapitan artylerii morskiej, następnie kapitan 108 Pułku Piechoty Liniowej Wielkiej Armii, rzeźbiarz ceroplastyczny znany ze stworzenia kolekcji modeli z wosku pszczelego przedstawiających egzotyczne owoce z Mauritiusa, tzw. Carporamy.
Robillard odkrył ceroplastykę i jej techniki w Neapolu i Florencji w trakcie trwania kampanii włoskiej Napoleona w latach 1799–1800. Począwszy od 1803 r., w trakcie stacjonowania na jednej z wysp Mauritiusa, zainteresował się lokalnymi gatunkami owoców egzotycznych hodowanych w ogrodzie botanicznym w dystrykcie Pamplemousses i przedsięwziął się wykonania modeli z wosku w celach naukowych i dokumentalnych. Zwolniony ze służby wojskowej po przejęciu wyspy przez Brytyjczyków w 1810 r., kontynuował swoją działalność artystyczną jako ceroplastyk aż do powrotu do Francji w 1826 r. Wraz z pomocą swojego siostrzeńca, Louis Adolphe’a Humberta de Molarda, przygotował wystawę swojej kolekcji w Paryżu pod nazwą Carporama. Zmarł niespodziewanie na rok przed oficjalnym otwarciem, nie doczekawszy jej sukcesu.
112 modeli pozostawało w posiadaniu rodziny Robillarda do roku 1887 r., gdy zdecydowali się podarować kolekcję Narodowemu Muzeum Historii Naturalnej w Paryżu. Modele spotykały różne losy aż do momentu, w którym zostały ponownie wprowadzone pod koniec XX wieku. Stanowią część dziedzictwa artystycznego Muzeum i są okazjonalnie wypożyczane na wystawy czasowe.

## Życiorys

### Narodziny, rodzina i śmierć
Urodził się w Pont-l’Évêque 29 kwietnia 1777 roku. Jego ojciec, Louis Adrien Robillard, był byłym dyrektorem podatków pośrednich. Był spokrewniony jako pierwszy kuzyn Julesa Dumont d'Urville'a. Był też wujem Louisa Adolphe’a Humberta de Molarda.
W 1805 roku poślubił Élisabeth Désirée Merlo (1785-1850) w Port-Louis. Nie mieli dzieci. Rozwiedli się w 1821 roku.
Zmarł w swoim paryskim mieszkaniu przy ulicy Saint-Louis-au-Marais (obecnie La rue de Turenne) 13 grudnia 1828 roku w wieku 51 lat na zapalenie jelit. Został pochowany na cmentarzu Père-Lachaise.

### Kariera wojskowa

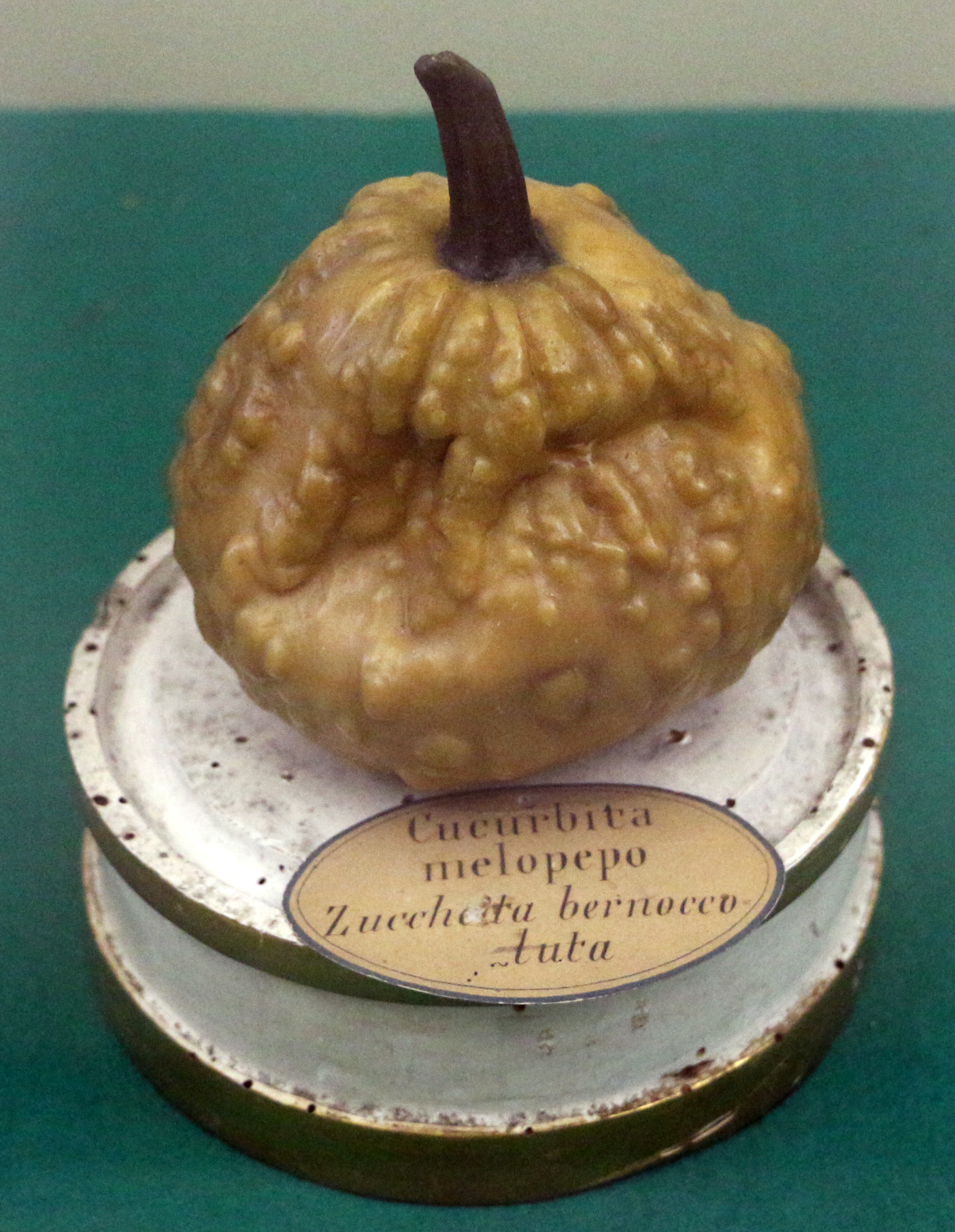
Model z wosku dyni ozdobnej

Zaciągnął się do wojska jako ochotnik w 1799 r. w stopniu armatnika, potem otrzymał stopień porucznika artylerii morskiej. Robillard został adiutantem polowym generała Charlesa François Légera Favereau, następnie generała Marca Gasparda Abrahama Pauleta de La Bastide (przydzielonego do armii włoskiej). Brał udział w kampanii włoskiej Napoleona w latach 1799-1800 i dzięki swojemu szwagrowi Jean Claude François Humbert de Molardowi przyszłemu pułkownikowi Imperium i brygadierowi, otrzymał pozwolenie na pobyt w Neapolu i Florencji przez kilka miesięcy gdzie odkrył techniki ceroplastyki.
Mianowany kapitanem-porucznikiem w batalionie Cipayes, wyruszył do Pondicherry ze sztabem kapitana generalnego jednostek wojskowych w Indiach Francuskich, Charles’a-Mathieu-Isidore’a Decaena, pod dowództwem kontradmirała Linois, pod koniec lutego 1803r. Po zerwaniu pokoju w Amiens flotylla powróciła na Mauritius, gdzie Robillard otrzymał awans na stopień kapitana.
Pod koniec ekspedycji do Holenderskich Indii Wschodnich w 1803 roku, Robillard został oddany do dyspozycji 108 Pułku Piechoty Liniowej Wielkiej Armii. Pomimo obowiązków militarnych mógł odkrywać bogactwo naturalne wyspy i owoce egzotyczne ogrodu botanicznego Pamplemousses gdzie przedsięwziął się stworzenia modeli egzotycznych owoców z wosku pszczelego. W 1810 po bitwie morskiej koło Grand Port, w której brał udział, wyspa została odbita przez Brytyjczyków i przemianowana na Mauritius oraz włączona w skład Imperium Brytyjskiego w 1814 roku. Po uzyskaniu urlopu Robillard mógł teraz w pełni poświęcić się ceroplastyce.

## Carporama

### Z wyspy do muzeum
Podczas dwudziestu pięciu lat, które Robillard spędził na wyspie, stworzył 112 modeli z wosku, głównie z owoców, ale także z gałązek drzew liściastych i owocowych. Kolekcja, zaprezentowana pod nazwą Carporama zawierała reprodukcje naturalnej wielkości owoców rodzimych i uprawianych na Mauritiusie pochodzących przede wszystkim z Azji, ale także z Ameryki i Madagaskaru, które mógł obserwować w ogrodzie w Pamplemousses, ogrodzie próbnym i ogrodzie służącym do aklimatyzacji roślin założonym w 1770 roku przez Pierre’a Poivre’a i rozwijanym przez Jean-Nicolasa Cere’a. Robillard chciał przedstawić Europejczykom egzotyczne owoce i kwiaty, które nie wytrzymywały transportu na duże odległości. Szczególnie dbał o realizm swoich reprodukcji, dbając o rzeczywiste wymiary, kolory i wygląd roślin.
W październiku 1824 roku, korzystając z postoju statku Coquille, który wracał z podróży dookoła świata, Jules Durmont d’Urville w towarzystwie René Lessona, odwiedził swojego kuzyna Robillarda niedaleko Port-Louis. Olśniony dziełem ceroplastyka, Primevère Lesson po powrocie do Francji napisał o nim pochlebnie w 1825 r.

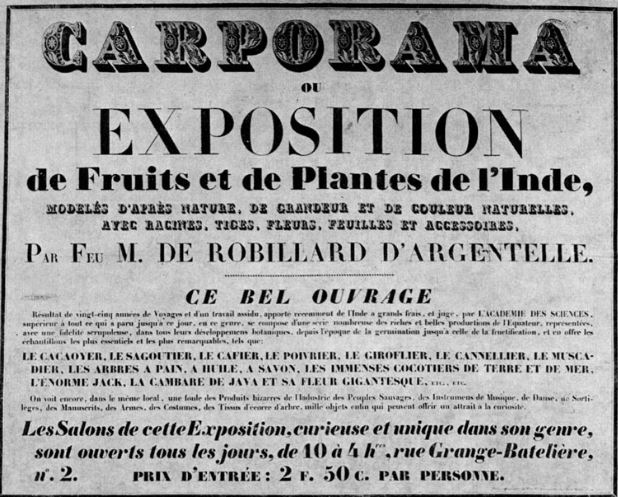
Plakat Carporamy.

Lesson ubolewał nad ustaleniami poczynionymi przez Robillarda, który chciał wysłać swoją kolekcję do Londynu. Miał nadzieję, że "nie pozostanie tam, i że przyjdzie jej ozdobić muzea Paryża i służyć jako model dla malarzy i jako przedmiot badań dla osiadłych botaników", i przedstawi kolekcję Carporama znaną Francuskiej Akademii Nauk.  Osiemnaście miesięcy później pod koniec lutego 1826 r. po wizycie Lessona i d'Urville’a, Robillard wyruszył do Londynu wraz ze swoim kreolskim asystentem Mercurem i starannie zapakowaną w setkę skrzynek kolekcją. Wszystko po to, żeby modele były odporne na ciepło i turbulencje w transporcie. Prasa maurytyjska poinformowała o wyruszeniu kolekcji i przekazała skargi Lessona dotyczące przyszłości kolekcji poza Francją. Po przybyciu do Londynu, Robillard ponownie przemyślał swoją decyzję i odmówił przyjęcia 100 tys. funtów oferowanych przez Anglików. Po powrocie do Paryża pod koniec 1826 r., z nietkniętymi modelami, Robillard przygotowywał wraz ze swoim bratankiem Humbertem de Molardem wystawę Carporamy. Cassini, Desfontaines i La Billardière wychwalali jej  piękno i jakość, w niepublikowanym raporcie dla Akademii.
Robillard zmarł niespodziewanie 13 grudnia 1828 roku, zabierając ze sobą tajemnice swojej sztuki. Nie doczekał się sukcesu wystawy, której premiera odbyła się w Paryżu przy rue de la Grange-Batelière w październiku 1829 roku, niecały rok po jego śmierci.
Pomimo życzenia, aby kolekcja została przejęta przez rząd francuski w celu zwiększenia bogactwa Muzeum Marynarki Wojennej w Paryżu, modele odzyskał po wystawie Louis Adolphe Humbert de Molard, który je odziedziczył. Modele z Carporamy wystawiał w salonach na parterze swojej rezydencji przy rue Meslay w Paryżu, aż do 1853 roku. Owoce z wosku zaprezentowano w pawilonie indyjskim Towarzystwa Ogrodniczego na Wystawie Światowej w 1855 roku w Palais de l’Industrie.
Modele Robillarda pozostawały w rodzinie przez prawie 60 lat, mimo różnych prób sprzedaży kolekcji Muzeum Historii Naturalnej w Paryżu lub Francuskiej Akademii Nauk. Już w 1832 roku François Guizot, francuski sekretarz stanu ds. edukacji publicznej, zwrócił się do profesorów Muzeum o opinię na temat stosowności zakupu proponowanego przez spadkobierców Robillarda rządowi króla Ludwika Filipa I. Desfontaines, Mirbel i Jussieu dostrzegali zainteresowanie Carporamą, ale nie byli przekonani o jej dydaktycznej wartości.
Byli oni szczególnie świadomi reperkusji, jakie ten nabytek, wyceniony na ponad 100 000 franków, miałby dla budżetu przeznaczonego dla Muzeum. Po fiasku nowych negocjacji w 1876 roku, kolekcja została bez powodzenia wystawiona na sprzedaż w Deyrolle (instytucji zajmującej entomologią i taksydermią) za 35 000 franków. Ostatecznie w 1887 roku spadkobiercy i spadkobierczynie Robillarda przekazali kolekcję do Muzeum.

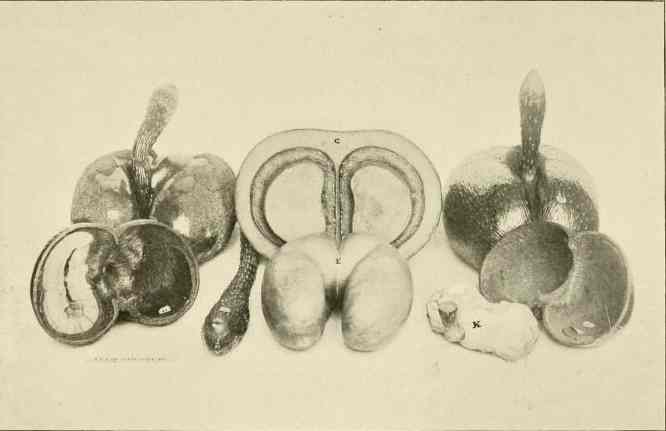
Modele z wosku palmy seszelskiej (pierwsze opublikowane zdjęcie).

W 1915 roku w pośmiertnym artykule Alberta-Auguste’a Fauvela, po raz pierwszy opublikowano zdjęcie części modelu palmy seszelskiej.

### Opis modeli
Naturalnej wielkości modele, wykonane z wosku barwionego w masie, mieszanego z żywicami, gumami, drewnem, trocinami, miazgą ryżową, bawełną i innymi włóknami oraz wzmacniane żelazem, mają wysokość od 20 cm do 1,30 m, przy czym niektóre egzemplarze mają kilka centymetrów. Są one przymocowane do drewnianych desek o różnej wielkości (od 45 cm × 30 cm dla najmniejszych; do 135 cm × 80 cm dla największych), zwykle pomalowanych od góry na biało, za pomocą metalowych prętów, przykręconych lub uszczelnionych woskiem. Numer modelu według katalogu wystawy z 1929, nazwa zakładu w Isle de France (dzisiejszy Mauritius) oraz jego nazwa naukowa są wymienione na etykiecie naklejonej na wsporniku. Druga etykieta, umieszczona na spodzie podpórki, jest podobno oryginalną etykietą zaprojektowaną przez Robillarda podczas wykonywania modeli; etykieta ta podaje czasem szczegóły dotyczące pochodzenia przedstawianej rośliny oraz daty powstania i ukończenia modelu.
Oparte na świeżych okazach modele wiernie odwzorowują tropikalne owoce, a także gałęzie, liście i kwiaty. Uzupełniają je modele owoców lub sadzonek, budowa i wygląd kwiatów w różnych fazach kwitnienia, owoce w różnym stopniu dojrzałości oraz zmienność barw liści i owoców.

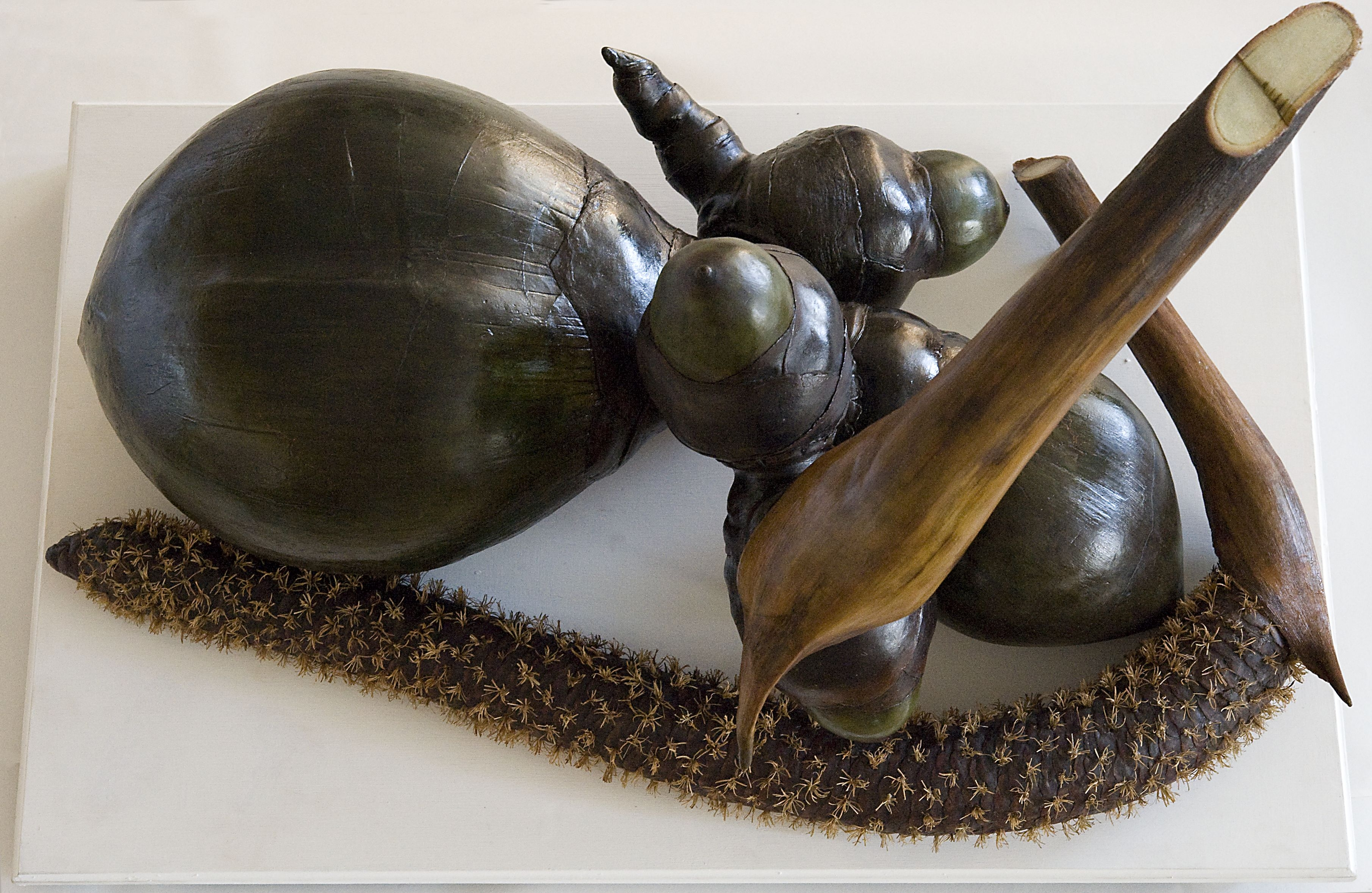
Model nr 1 Carporamy : orzech kokosowy w różnych stadiach dojrzałości, poprzecznie ścięta, zielona spatha i kwiatostan męski.

Katalog Carporamy podaje pełną listę 112 modeli, opatrzoną mniej lub bardziej szczegółowym lub bardzo krótkim komentarzem na temat wartości owocu, zastosowania rośliny, a czasem krótkim opisem. Pierwsze 97 numerów odpowiada owocom jadalnym lub niejadalnym, roślinom ozdobnym, przyprawowym lub leczniczym; numery od 98 do 112 to "próbki różnych drzew wysokopiennych z lasów Mauritiusa, których owoce są na ogół mdłe, ale których drewno ma znaczną użyteczność”. Poszczególne elementy modeli są szczegółowo opisane tylko w przypadku pierwszych pięciu, czyli palmy kokosowej (Cocos nucifera) – centralnego punktu kolekcji, którego wykonanie zajęło Robillardowi prawie dwa lata; palmy seszelskiej (Lodoïcea Seychellarum), dziwidła dzwonkowatego (Tacca Phallifera), sagowca podwiniętego (Cycas Circinalis) i pandanu (Pandanus). Modele 40, 70 i 112, nie oznaczone w katalogu, zostały zidentyfikowane a posteriori odpowiednio jako tung molukański (Aleurites triloba), ocotea (Oreodaphne) i (Elaeocarpus integrifolius).
Pełny spis kolekcji przechowywanej w Muzeum Historii Naturalnej w Paryżu, wraz z notą opisową każdego modelu, dostępny jest w katalogu online muzeum.

### Dzieło naukowe czy dzieło sztuki?
Carporama była pierwotnie kolekcją naukową: Robillard odtworzył jak najdokładniej gatunki egzotyczne, które były nieznane botanikom stacjonującym we Francji, ponieważ nie mieli możliwości obserwowania ich w stanie naturalnym, ale tylko z okazów wybielonych, wysuszonych w zielniku lub zakonserwowanych w alkoholu. I tak, według Le Cultivateur (sierpień 1830), palma seszelska “była absolutną nowością dla europejskich botaników”.
O ile współcześni Robillardowi podkreślali reportażową wartość dla publiczności – przyrodników, nauczycieli, artystów i rodzin – odwiedzających wystawę, o tyle dostrzegali także jej wartość artystyczną, na którą zwracano uwagę także w prasie specjalistycznej, np. w Journal des artistes. W preambule do swojego “Traité des fruits, tant indigènes qu'exotiques…”, wydanego około dziesięć lat po wystawie Carporamy, Jean-François Courchevel cieszył się, że mógł "zbadać cechy charakterystyczne prawie wszystkich owoców egzotycznych" na modelach Robillarda. Sto lat po tej pierwszej wystawie Henri Lecomte wciąż podkreślał wielką wartość dokumentalną tej kolekcji, stworzonej przez utalentowanego artystę, ponieważ wielu Francuzów “z trudem zna owoce tropikalne tylko z nazwy”.
Twórczość Robillarda można porównać do twórczości największych włoskich ceroplastyków. Zaniedbane przez kilkadziesiąt lat, te owoce z wosku, podobnie jak inne starożytne modele botaniczne, stały się obecnie eksponatami muzealnymi, uznanymi i zachowanymi jako dzieła sztuki.
Modele z wosku Robillarda są echem obrazów wykonanych w tym samym miejscu i czasie przez Michela Garniera, malarza ekspedycji Baudina, która wylądowała na Isle de France (Mauritusie) w 1801 roku. Podobieństwo między niektórymi obrazami Garniera a modelami owoców Robillarda, wystawianymi niegdyś razem w Muzeum Historii Naturalnej w Paryżu, jest niekiedy tak duże, że przywołuje się wspólne pochodzenie obu serii: "Nic nie stoi na przeszkodzie, by przyjąć, że artyści, którzy stworzyli te dwie kolekcje, czasem pracowali razem".

### Z muzeum na wystawy tymczasowe

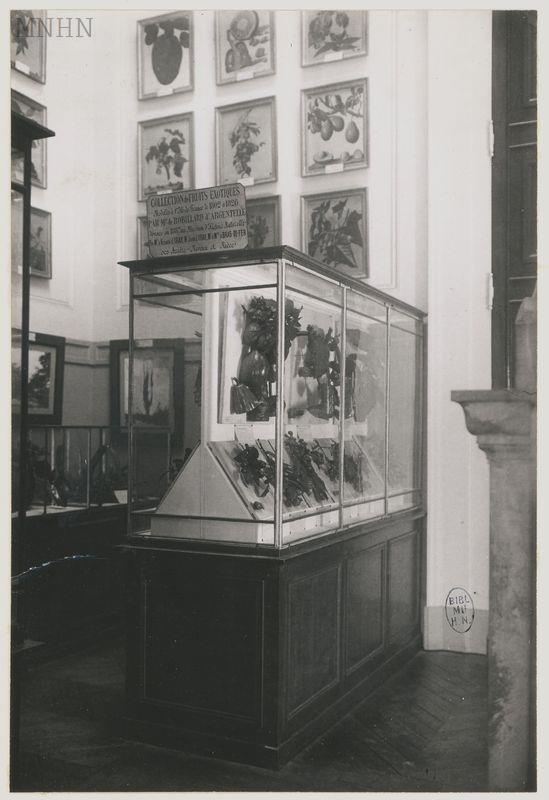
Niektóre modele Robillarda i obrazy Garniera wystawione w galerii botanicznej Narodowego Muzeum Historii Naturalnej w Paryżu w 1934 roku

Modele weszły do Muzeum w 1887 r. i były wystawione w 1889 r., rozproszone w dawnej galerii botaniki znajdującej się w przedłużeniu galerii mineralogii, wzdłuż rue Buffon, która została ponownie otwarta po kilku miesiącach prac. Następnie w 1924 roku zostały zebrane w specjalnym pomieszczeniu i opatrzone szczegółowymi notatkami. Na początku lat trzydziestych XX wieku, kiedy wybudowano nową Galerię Botaniki, planowano wystawić Carporamę w dużej sali na parterze, ale nie zbudowano gablot i kolekcja, przechowywana w piwnicy, nie była używana aż do 1954 roku, kiedy to cztery największe modele zostały odrestaurowane i wystawione z okazji VIII Międzynarodowego Kongresu Botanicznego, który odbył się w Paryżu. W 1978 r. cztery inne modele zostały odnowione na wystawę na Mauritiusie w Muzeum Marynarki Wojennej.

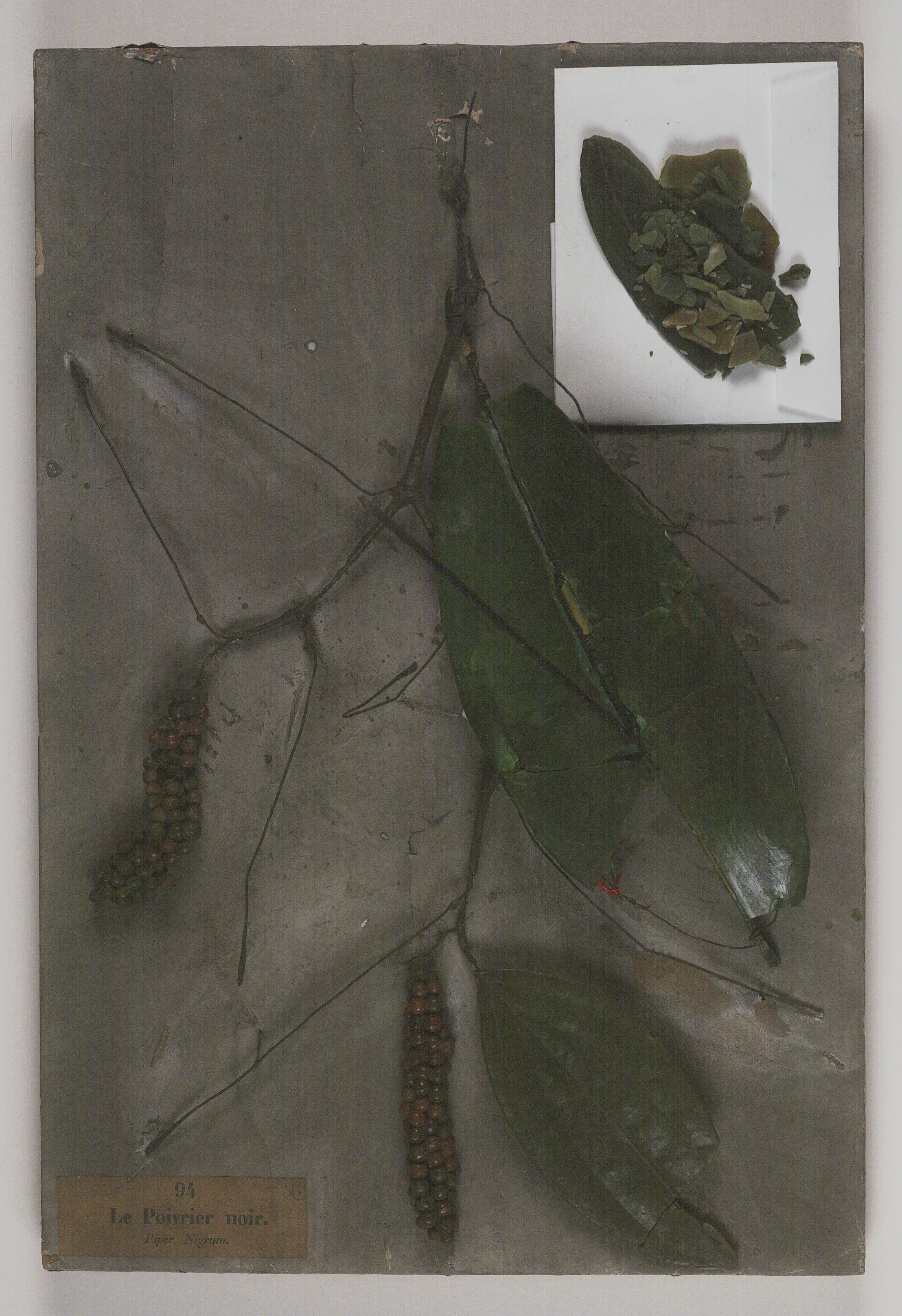
Nieodrestaurowany model nr 94: Pieprz czarny (Piper nigrum)

Kolekcja, która bardzo ucierpiała w wyniku kolejnych przeprowadzek, stała się wówczas przedmiotem pierwszej pracy konserwatorskiej przeprowadzonej przez Jacqueline Saussotte-Guérel, miniaturzystkę i rysowniczkę naukową Muzeum, z inicjatywy Monique Keraudren,,. W 1984 roku w Muzeum wystawiono około trzydzieści modeli, a ponad połowa kolekcji została odrestaurowana. W ramach wydarzeń kulturalnych na Festiwalu w Awinionie w 1984 roku modele zaprezentowano na wystawie Le Vivant et l'Artificiel. Jednak dopiero od lat 2010. są one regularnie wypożyczane na inne ekspozycje.

Wybrane modele Carporamy
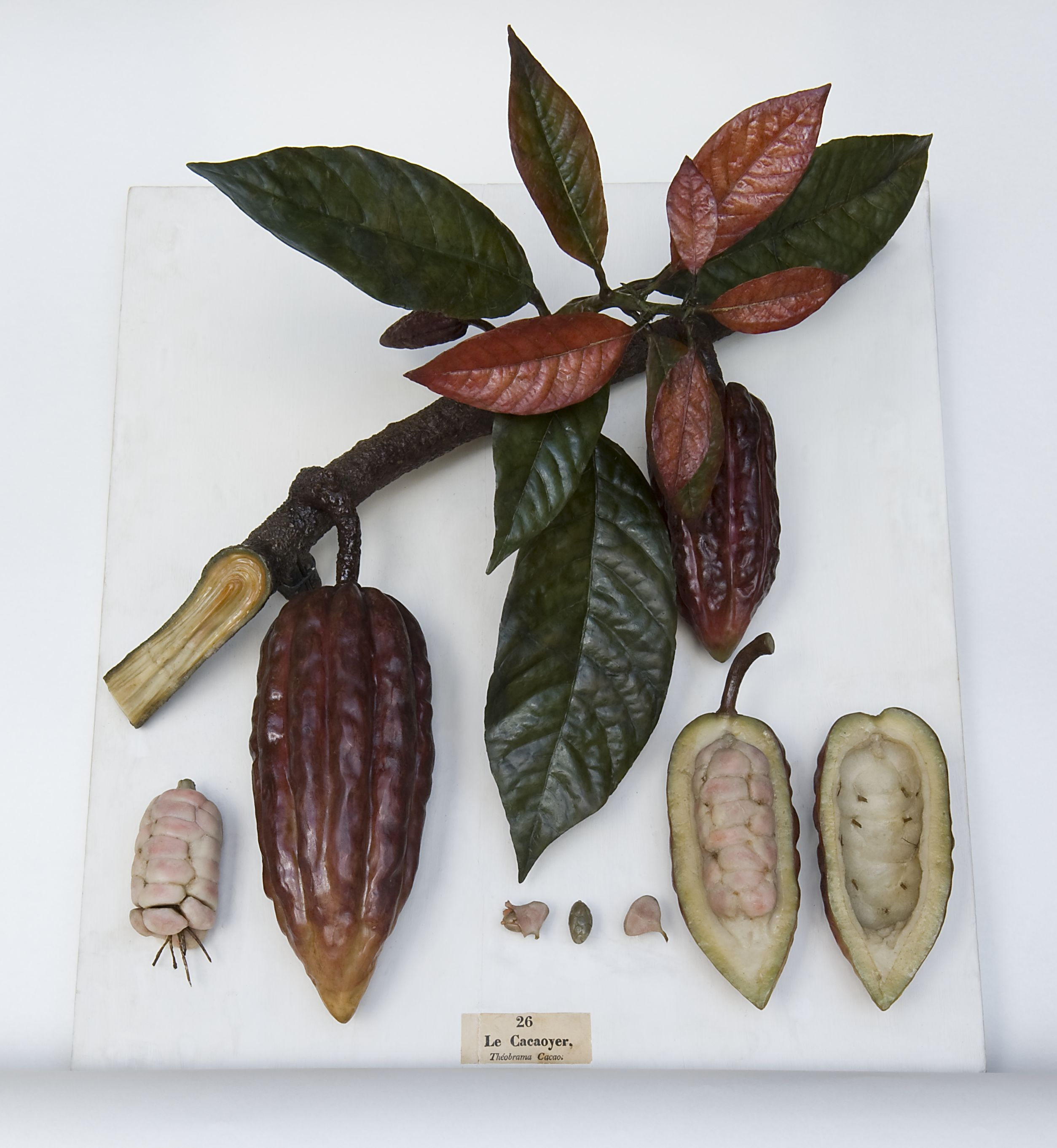
Kakaowiec właściwy (Theobroma cacao)
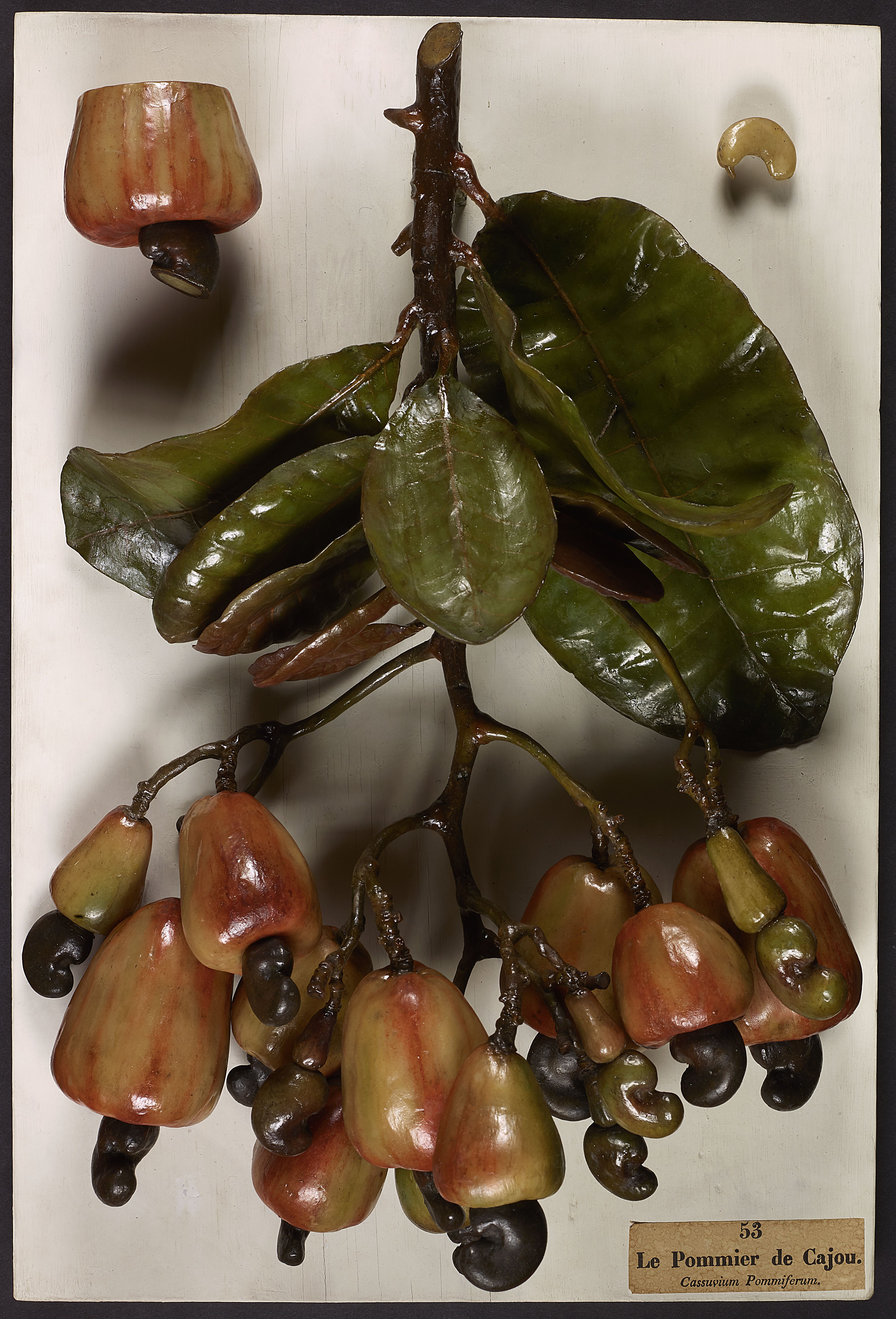
Nanercz zachodni (Cassuvium pommiferum)
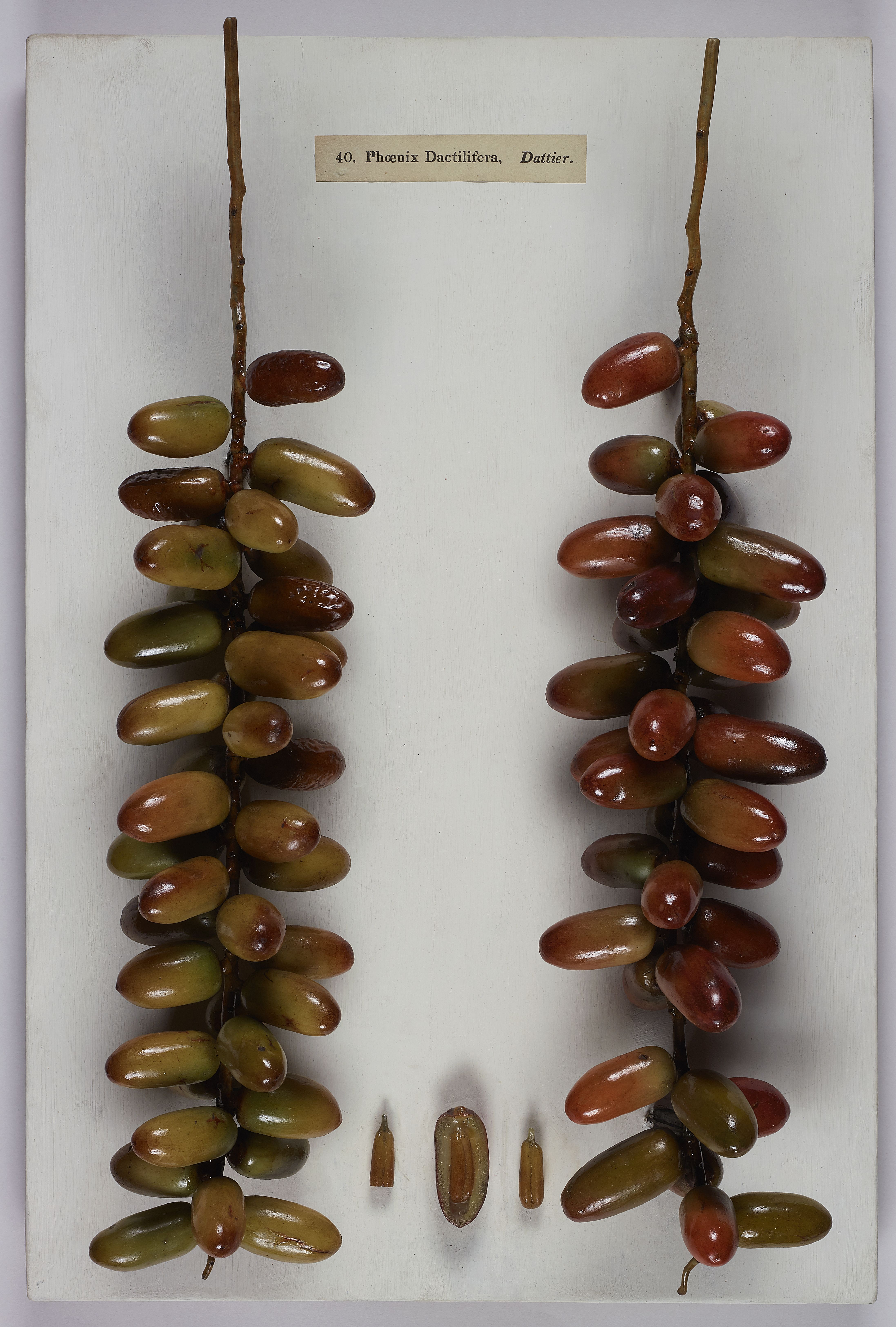
Dwie garście daktyli (Phoenix dactylifera)